# Turkije op het Eurovisiesongfestival 2006
Turkije deed mee aan het Eurovisiesongfestival 2006 in Athene, Griekenland. Het was de 28ste deelname van het land op het Eurovisiesongfestival. Het lied werd gekozen door middel van een interne selectie.

## Selectieprocedure
In tegenstelling tot in 2005 koos men er deze keer voor een interne selectie te houden.
Er werd gekozen voor Sibel Tüzün met het lied "Superstar.

## In Athene
In Griekenland moesten de Turken eerst aantreden in de halve finale. Men trad aan als 14de net na Rusland en voor Oekraïne.
Op het einde zat Turkije in een van de enveloppen, wat betekende dat men mocht deelnemen aan de finale.
Men eindigde als 8ste in de halve finale met 91 punten.
Men ontving 1 keer het maximum van de punten.
België en Nederland hadden respectievelijk 8 en 10 punten over voor deze inzending.
In de finale trad Turkije als 23ste land aan, net na Zweden en voor Armenië. Op het einde van de stemming bleek dat ze 91 punten gekregen hadden en dat ze daarmee op de 11de plaats waren geëindigd. 
Men ontving 3 keer het maximum van de punten.
België en Nederland hadden respectievelijk 7 en 12 punten over voor deze inzending.

### Gekregen punten

#### Halve Finale
| 12 punten               | 10 punten                          | 8 punten                                             | 7 punten | 6 punten                |
| ----------------------- | ---------------------------------- | ---------------------------------------------------- | -------- | ----------------------- |
| - Bosnië en Herzegovina | - Frankrijk - Nederland - Roemenië | - België - Duitsland - Noord-Macedonië - Zwitserland |          | - Albanië - Denemarken  |
| 5 punten                | 4 punten                           | 3 punten                                             | 2 punten | 1 punt                  |
|                         |                                    | - Israël                                             |          | - Bulgarije - Noorwegen |

#### Finale
| 12 punten                           | 10 punten                             | 8 punten                            | 7 punten           | 6 punten   |
| ----------------------------------- | ------------------------------------- | ----------------------------------- | ------------------ | ---------- |
| - Duitsland - Frankrijk - Nederland | - Bosnië en Herzegovina - Zwitserland |                                     | - Albanië - België | - Roemenië |
| 5 punten                            | 4 punten                              | 3 punten                            | 2 punten           | 1 punt     |
|                                     | - Bulgarije - Noord-Macedonië         | - Griekenland - Verenigd Koninkrijk |                    | - Israël   |

### Punten gegeven door Turkije

#### Halve Finale
Punten gegeven in de halve finale:
| 12 punten | Bosnië en Herzegovina |
| 10 punten | Armenië               |
| 8 punten  | Noord-Macedonië       |
| 7 punten  | Oekraïne              |
| 6 punten  | Finland               |
| 5 punten  | Nederland             |
| 4 punten  | Rusland               |
| 3 punten  | Albanië               |
| 2 punten  | Litouwen              |
| 1 punt    | Bulgarije             |

#### Finale
Punten gegeven in de finale:
| 12 punten | Bosnië en Herzegovina |
| 10 punten | Armenië               |
| 8 punten  | Oekraïne              |
| 7 punten  | Finland               |
| 6 punten  | Noord-Macedonië       |
| 5 punten  | Rusland               |
| 4 punten  | Griekenland           |
| 3 punten  | Roemenië              |
| 2 punten  | Kroatië               |
| 1 punt    | Moldavië              |